# Clostridium irregulare
Clostridium irregulare è una specie di batterio appartenente alla famiglia delle Clostridiaceae.